# Johannes Georg Pahn
Johannes Georg Pahn (* 30. Dezember 1931 in Dresden; † 1. Dezember 2015) war ein deutscher Arzt, Sprecherzieher und Musikpädagoge. Er war Mitbegründer der Phoniatrie in Deutschland.

## Leben
Johannes Georg Pahn, römisch-katholisch, wurde 1931 als Sohn des Lehrers Max Paul Pahn und der Kürschnermeisterin Erna Maria Pahn in der sächsischen Hauptstadt Dresden geboren. Er besuchte ab 1942 die Oberschule in Pirna und machte erste Erfahrungen als Chorleiter und Organist in Heidenau südöstlich von Dresden, wo die Familie wohnhaft war.
Nach dem Abitur 1950 in Pirna studierte er bis 1953 Musikerziehung, Germanistik und Sprecherziehung an der Martin-Luther-Universität Halle-Wittenberg. 1954/55 war er als Musiklehrer in Halle (Saale) tätig. Von 1954 bis 1959 hatte er Lehraufträge für Sprecherziehung an der Karl-Marx-Universität Leipzig und für Gesang und Stimmphysiologie an der Hochschule für Musik Halle Halle (Saale) und der Martin-Luther-Universität Halle-Wittenberg inne. 1955/56 war er Fachgruppenleiter an der Volksmusikschule Halle (Saalkreis). Von 1956 bis 1958 war er wissenschaftlicher Assistent am Institut für Sprechkunde der Martin-Luther-Universität Halle-Wittenberg. Er wurde schließlich gekündigt und hatte 1958/59 wegen fehlender Parteizugehörigkeit keine feste Anstellung. Bis 1959 war er als Konzertsänger, Gesanglehrer, Organist und Chorleiter tätig. Von 1959 bis 1961 arbeitete er als Lektor für Sprecherziehung am Pädagogischen Institut Erfurt. 1960 wurde er beim Musikpädagogen Fritz Reuter an der Pädagogischen Fakultät der Humboldt-Universität zu Berlin mit der Dissertation Stimmphysiologische Untersuchungen der Verspannungserscheinungen beim Singen. Ein Beitrag zur Grundlagenforschung der Methodik des Gesangsunterrichts zum Dr. paed. promoviert.
Von 1960 bis 1968 war er sprechwissenschaftlicher Mitarbeiter an der Hals-Nasen-Ohren-Klinik der Medizinische Akademie Erfurt. Dort gründete er eine Phoniatrische Abteilung. 1967 legte er ein externes Staatsexamen in Sprecherziehung an der Martin-Luther-Universität Halle-Wittenberg ab. Parallel zu seiner beruflichen Tätigkeit absolvierte er von 1962 bis 1968 ein Medizinstudium an der Friedrich-Schiller-Universität Jena und der Universität Erfurt. 1968 folgte das Staatsexamen in Medizin.
Von 1968 bis 1988 war er Assistent an der HNO-Klinik der Wilhelm-Pieck-Universität Rostock. Dort wurde er zum Facharzt ausgebildet und gründete die Abteilung Phoniatrie-Pädaudiologie. 1974 reichte er beim Wissenschaftlichen Rat der Universität die Promotion B (Dr. sc. med.) zum Thema Die phoniatrische Tauglichkeitsuntersuchung für pädagogische Berufsgruppen. Grundlagen, gegenwärtiger Stand, gesellschaftliche Bedeutung und Weiterentwicklung ein. 1977 wurde er Oberarzt. Ab 1988 war er als außerordentlicher Dozent an der Universität Rostock tätig. 1992 wurde er Dozent bisherigen Rechts für Oto-Rhino-Laryngologie. 1994/95 war er Privatdozent und von 1995 bis zur Emeritierung 1999 außerplanmäßiger Professor für Phoniatrie/Pädaudiologie an der Medizinischen Fakultät. Von 1991 bis 1994 fungierte er als Stellvertreter des kommissarischen Direktors der HNO-Klinik Rostock.
Ausgehend von seiner Beschäftigung mit Musik und Medizin entwickelte er aus der Nasalierungsmethode und der Elektrostimulation des Kehlkopfs Verfahren zur Stimmtherapie. Er hielt Referate und Workshops in zahlreichen europäischen Ländern und Kanada. 1999 gründete er eine Höhere Berufsfachschule für Logopädie an der Europäischen Wirtschafts- und Sprachenakademie Rostock. Diese stand unter seinem Ärztlichen Direktorat und entwickelte sich 2003 in Zusammenarbeit mit der Fachhochschule für Logopädie in Eindhoven (Niederlande) zu einer Fachhochschule. Er war Mitglied der interdisziplinär ausgerichteten Deutschen Gesellschaft für Sprach- und Stimmheilkunde (DGSS; von 1995 bis 2003 Präsident, später Ehrenpräsident) und der Deutschen Gesellschaft für Phoniatrie und Pädaudiologie.

## Auszeichnungen
Im Jahr 1985 wurde er mit der Hermann-Gutzmann-Medaille der Deutschen Gesellschaft für Phoniatrie und Pädaudiologie ausgezeichnet.

## Schriften (Auswahl)
- Stimmübungen für Sprechen und Singen. Verlag Volk und Gesundheit VEB, Berlin 1968 (Übersetzung ins Niederländische 1987).
- Mit Elke Pahn: Die Nasalierungsmethode. Übungsverfahren der Sprech- und Singstimme zur Therapie und Prophylaxe von Störungen und Erkrankungen. Mit Verfahren der neuromuskulären elektrophonatorischen Simulation (NMEPS) von Kehlkopfparesen. Oehmke, Roggentin/Rostock 2000, ISBN 978-3-9806763-1-1 (Übersetzung ins Niederländische 2000).
- Mit Antoinette Lamprecht-Dinnesen, Annergse Keilmann, Kurt Bielfeld und Eberhard Seifert (Hrsg.): Sprache und Musik. Beiträge der 71. Jahrestagung der Deutschen Gesellschaft für Sprach- und Stimmheilkunde e. V., Berlin, 12.–13. März 1999 (= Beiträge der Jahrestagung der Deutschen Gesellschaft für Sprach- und Stimmheilkunde e.V., Band 71). Steiner, Stuttgart 2000, ISBN 978-3-515-07544-2.